# Serge Ibaka
Serge Jonas Ngobila Ibaka (Brazzaville, 18 de setembro de 1989) é um jogador  congolês–espanhol profissional de basquete que atualmente joga no FC Bayern München da BBL e Euroliga.
Após jogar na Espanha, ele foi escolhido pelo Seattle SuperSonics como a 24° escolha geral no Draft de 2008.
Apesar de ter nascido na República do Congo, ele representa a Seleção Espanhola e ganhou o EuroBasket de 2011 e a medalha de prata na Jogos Olímpicos de 2012.

## Primeiros anos
Ibaka nasceu em Brazzaville, República do Congo, e é o terceiro mais jovem de 18 irmãos. Sua mãe e seu pai eram jogadores de basquete e ambos jogaram pela seleção nacional.
Ele começou a jogar basquete ainda muito jovem usando o esporte como uma fuga da morte prematura de sua mãe e a prisão de seu pai durante a Segunda Guerra do Congo. Seu pai se organizou para que a família fugisse do país antes da guerra, mas acabou sendo preso.

## Carreira profissional

### Inter Club (2006)
Depois de jogar pela equipe sênior do Avenir du Rail, Ibaka mais tarde se juntou ao time júnior do Inter Club. Ibaka preferiu o clube por sua melhor estrutura, pois fornecia tênis e refeições.
Com a equipe sênior do Inter, ele jogou na Liga Africana de 2006, a maior competição da África. Lá, ele liderou a competição em rebotes e foi nomeado para a Equipe Ideal da competição.

### L'Hospitalet (2007-2008)
Em março de 2007, se mudou para a França aos 17 anos de idade antes de se mudar para a Espanha, onde aprendeu espanhol sozinho.
Na Espanha, ele logo começou a jogar na Centre d'Esports L'Hospitalet da LEB Oro. Ele teve médias de 10,8 pontos e 8,2 rebotes. Em 2008, ele entrou em vários showcases internacionais, ganhando um prêmio de MVP no Reebok Eurocamp e a atenção dos olheiros da NBA. Um olheiro da NBA em um dos campos disse que "atleticamente ele está fora das paradas - não há como dizer o quão bom ele pode ser".

### Manresa (2008–2009)

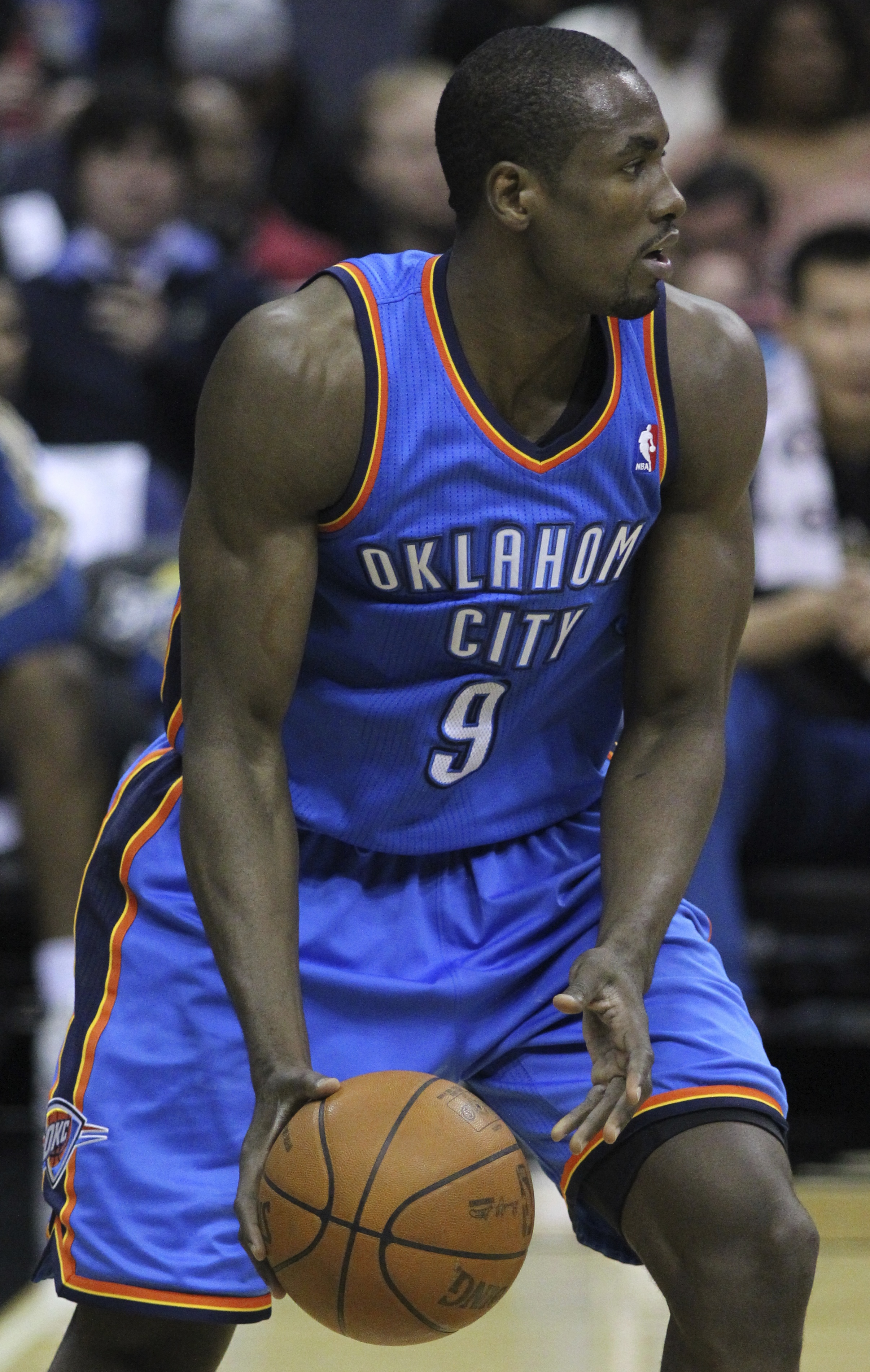
Ibaka em 2011

Ibaka foi selecionado pelo Seattle SuperSonics como a 24ª escolha geral no draft da NBA de 2008. Ele se tornou o primeiro jogador da República do Congo a ser selecionado no draft, embora o Oklahoma City Thunder (os SuperSonics se mudaram para Oklahoma City seis dias depois do draft) tenham concordado em mantê-lo na Europa.
Ele então assinou um contrato de três anos com o Manresa da Liga ACB, mantendo a opção de sair para a NBA após cada temporada. Na ACB, ele obteve médias de 7,1 pontos, 4,5 rebotes e 1 bloqueio em 16 minutos.

### Oklahoma City Thunder (2009–2011)

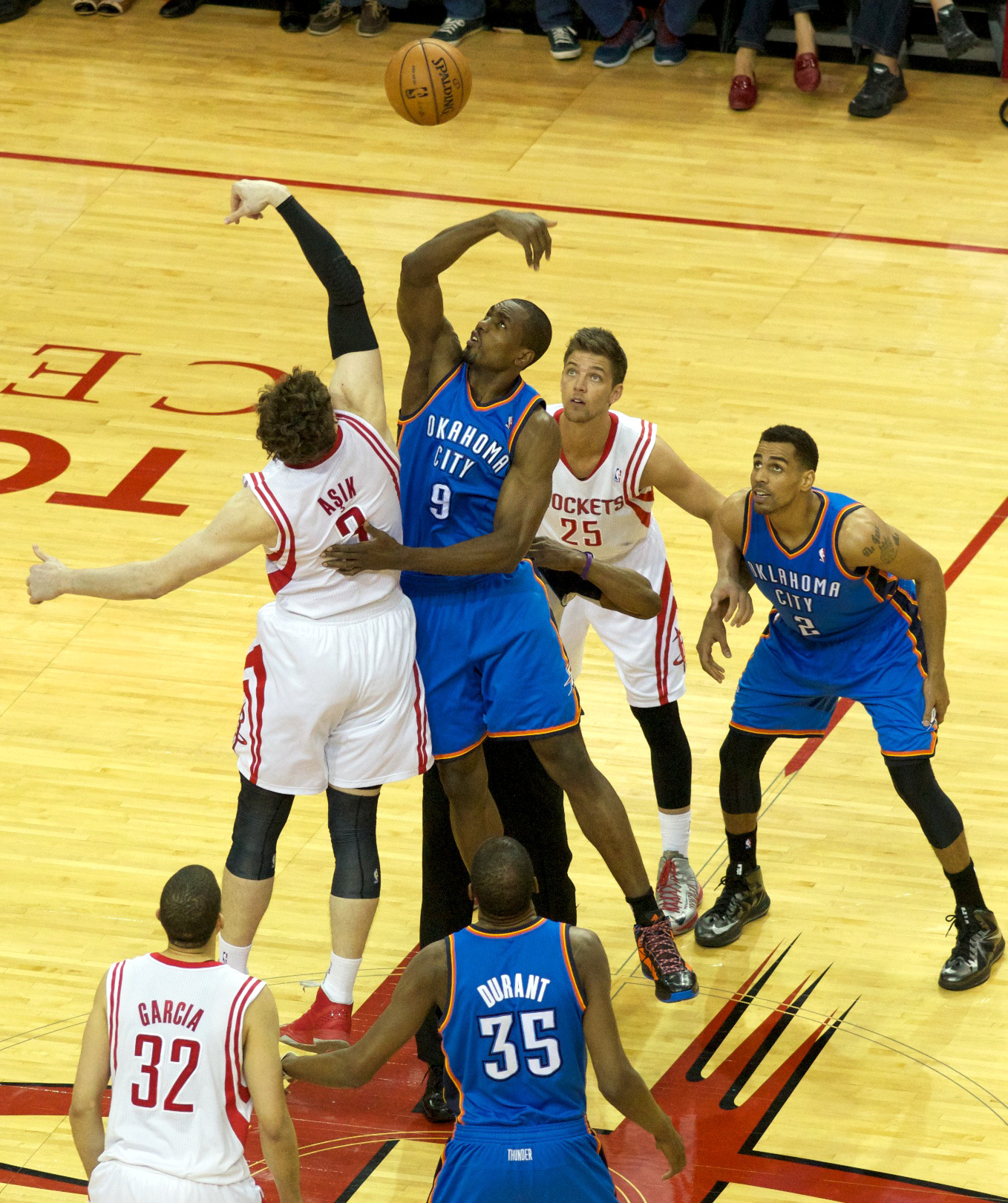
Ibaka e Ömer Aşık nos playoffs de 2013.

Em julho de 2009, ele assinou um contrato de 2 anos e US$2.3 milhões com o OKC.
Apesar de ter vindo para a NBA como um talento bruto, Ibaka conseguiu se tornar titular da equipe. Em sua primeira temporada na NBA, ele jogou 73 jogos e teve médias de 6,3 pontos, 5,4 rebotes e 1,3 bloqueios. Sua média de bloqueios foi a maior entre os novatos na temporada de 2009-10 e ele ficou em 20º lugar no geral. Na primeira rodada dos playoffs contra o Los Angeles Lakers, ele jogou em 6 jogos e teve médias de 25,5 minutos, 7,8 pontos, 6,5 rebotes e 2 bloqueios. Seus 7 bloqueios no Jogo 2 em Los Angeles foram um recorde (o jogador mais jovem a ter 7 bloqueios em um jogo dos playoffs).
Em 19 de fevereiro de 2011, Ibaka participou do Slam Dunk Contest e perdeu para Blake Griffin.

### Real Madrid (2011)
Durante a greve da NBA de 2011, ele assinou um contrato de dois meses com o Real Madrid com a opção de retornar à NBA no final da greve. Em 6 jogos na Euroliga, ele teve médias de 5,5 pontos, 4,7 rebotes e 2 bloqueios em 15 minutos.

### Retorno a Oklahoma City (2011–2016)

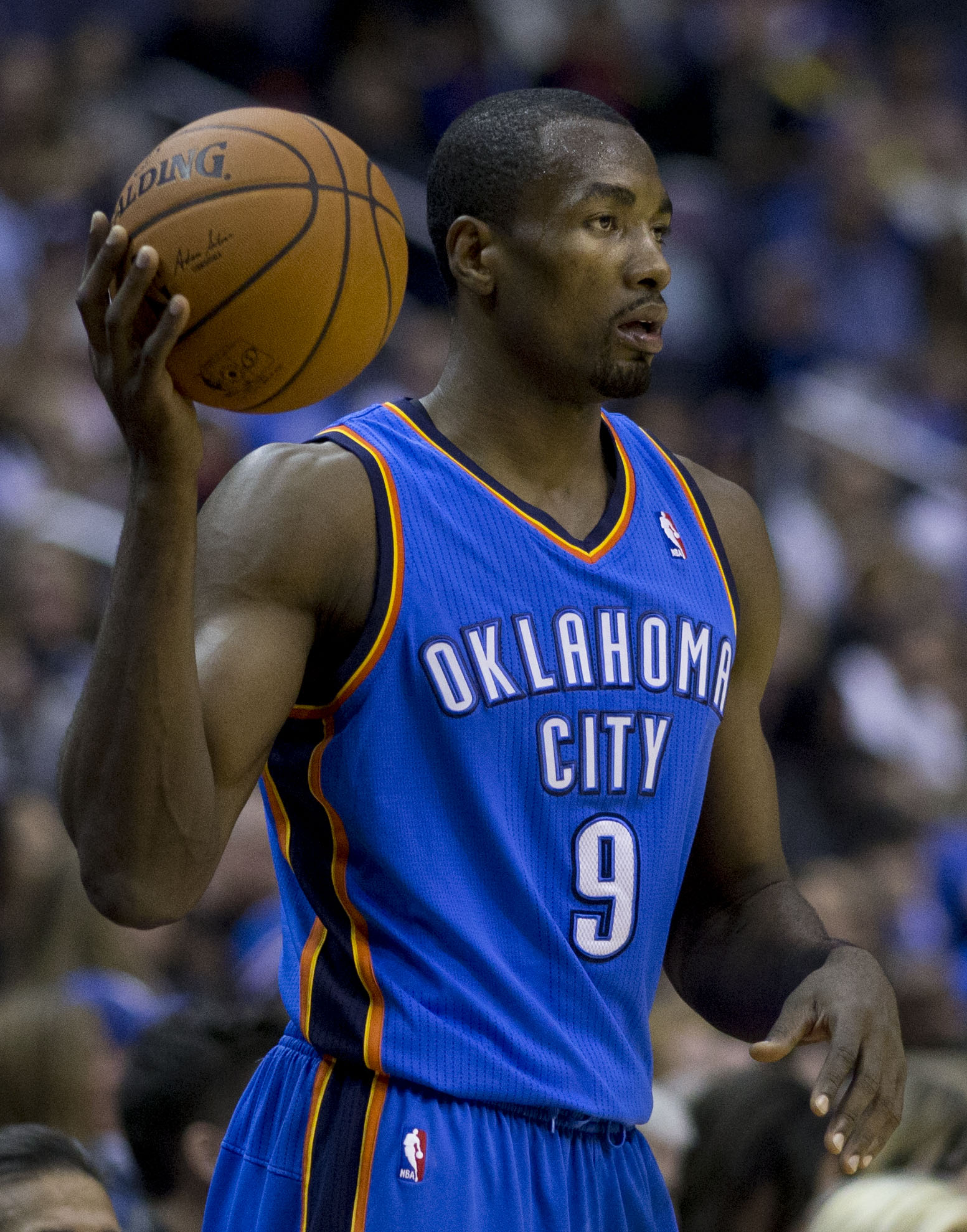
Ibaka em 2014

Após a greve, Ibaka retornou para a NBA. Em 19 de fevereiro de 2012, ele registrou seu primeiro triplo-duplo da carreira de 14 pontos, 15 rebotes e 11 bloqueios contra o Denver Nuggets. Ele jogou em todos os 66 jogos na temporada como titular tendo a maior média de bloqueios na liga com 3,6. Na votação para o Jogador Defensivo do Ano, ele terminou em segundo lugar atrás de Tyson Chandler do New York Knicks. Nas Finais da NBA de 2012, Ibaka teve médias de 7 pontos e 5 rebotes mas o Thunder perdeu para o Miami Heat em cinco jogos.
Em agosto de 2012, Ibaka assinou um contrato de quatro anos no valor de US $ 48 milhões com o Thunder.
Durante a temporada de 2012-13, Ibaka aumentou sua média de pontuação de 9,1 para 13,2. Ele também teve uma média de 7,7 rebotes e 3,0 bloqueios. Nos playoffs, o Thunder venceu o Houston Rockets em 6 jogos, mas caiu para o Memphis Grizzlies em cinco jogos. Ibaka teve médias de 12,8 pontos, 8,4 rebotes e 3 bloqueios na pós-temporada.
Na temporada de 2013-14, ele teve médias de 15,1 pontos e 8,8 rebotes e liderou a liga em bloqueios totais (219) pela quarta temporada consecutiva. O Thunder acabou caindo para o San Antonio Spurs nas finais da conferência. Ibaka teve médias de 12,2 pontos, 7,3 rebotes e 2,4 bloqueios nos playoffs.
Em 19 de fevereiro de 2015, Ibaka registrou 21 pontos e 22 rebotes na vitória por 104-89 sobre o Dallas Mavericks. Em 17 de março de 2015, ele foi descartado por quatro a seis semanas após ser submetido a uma cirurgia artroscópica para tratar da dor no joelho direito.

### Orlando Magic (2016–2017)
Em 23 de junho de 2016, Ibaka foi negociado para o Orlando Magic em troca de Victor Oladipo, Ersan İlyasova e Domantas Sabonis.
Ele fez sua estreia pela Magic na abertura da temporada em 26 de outubro, ele registrou 14 pontos e 7 rebotes na derrota por 108-96 para o Miami Heat. Em 13 de novembro de 2016, ele marcou 31 pontos em uma vitória de 119-117 sobre seu ex-time, o Oklahoma City Thunder.

### Toronto Raptors (2017–2020)

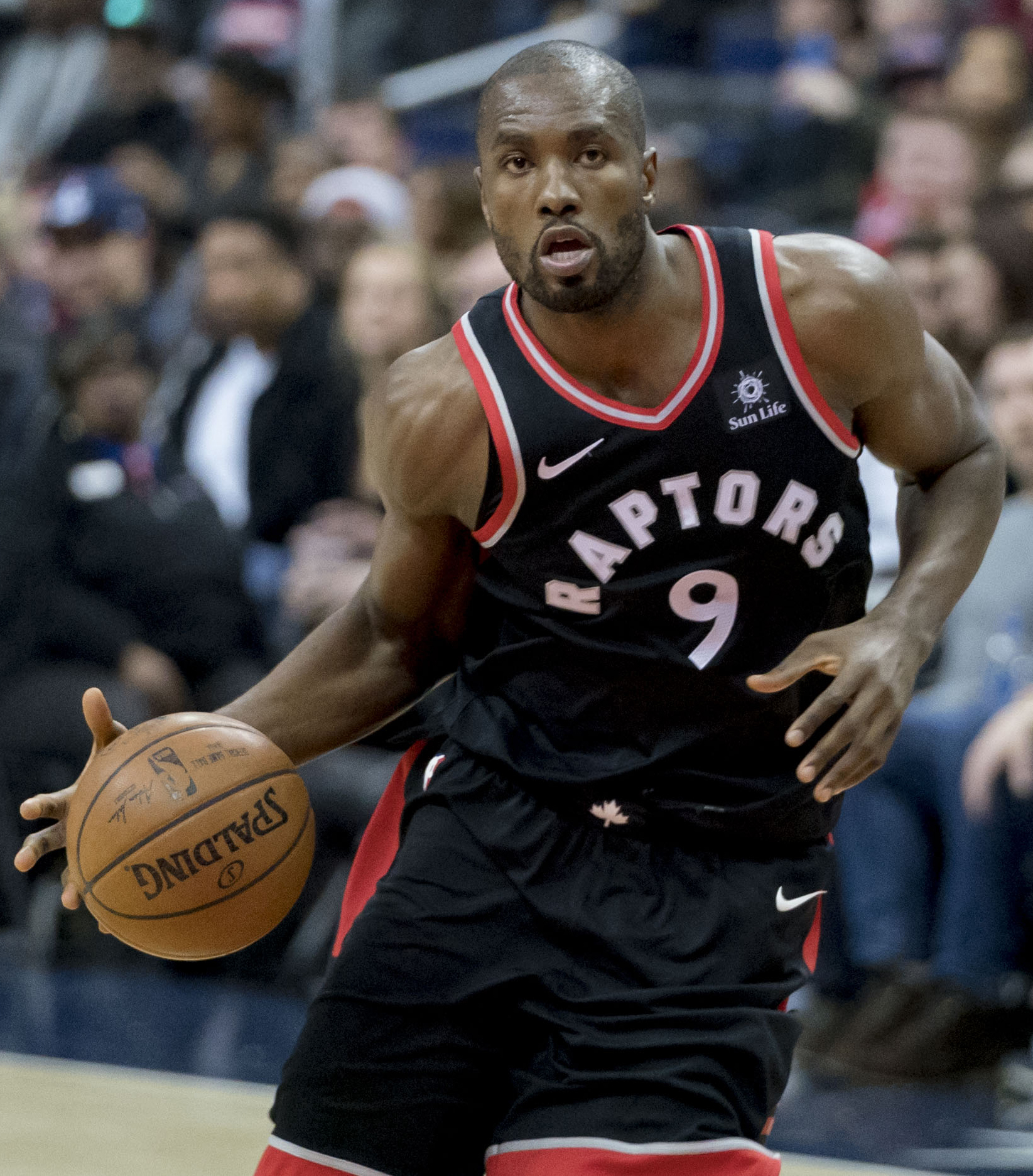
Ibaka com o Toronto Raptors em 2018

Em 14 de fevereiro de 2017, Ibaka foi negociado para o Toronto Raptors em troca de Terrence Ross e uma escolha de draft na primeira rodada (usada para selecionar Anžejs Pasečņiks). Dez dias depois, ele fez sua estreia pelos Raptors e marcou 15 pontos em uma vitória por 107-97 sobre o Boston Celtics.
Em 21 de março de 2017, contra o Chicago Bulls, Ibaka foi expulso após uma briga com Robin Lopez. No dia seguinte, ele recebeu uma suspensão de um jogo.
Em 7 de julho de 2017, Ibaka voltou a assinar com os Raptors em um contrato de US $ 65 milhões.
Em 4 de novembro de 2018, ele fez 34 pontos em uma vitória de 121-107 sobre o Los Angeles Lakers. Ele terminou o jogo acertando 15 dos 17 arremessos que tentou e se tornou o primeiro jogador a iniciar um jogo acertando 14 de 14 arremessos tentados desde Shaquille O'Neal em fevereiro de 2006.
Em 3 de fevereiro de 2019, Ibaka registrou 16 pontos e 12 rebotes na vitória por 121-103 sobre o Los Angeles Clippers, marcando o sexto duplo-duplo seguido, a maior sequência de Toronto desde que Chris Bosh teve oito em novembro de 2009. Em junho de 2019 , ele ajudou os Raptors a derrotar o Golden State Warriors em seis jogos durante as finais da NBA para ganhar seu primeiro título.

### Los Angeles Clippers (2020–2022)
Em 25 de novembro de 2020, Ibaka assinou um contrato de 2 anos e US$18.9 milhões com o Los Angeles Clippers.
Ibaka se reencontrou com o ex-companheiro de equipe dos Raptors, Kawhi Leonard, ambos parte do time campeão de 2018-19. Em seu primeiro jogo com o Clippers, ele registrou 15 pontos e 6 rebotes na vitória por 116-109 sobre o Los Angeles Lakers.

### Milwaukee Bucks (2022–Presente)
Em 10 de fevereiro de 2022, Ibaka foi negociado com o Milwaukee Bucks como parte de uma troca de quatro equipes que enviou Rodney Hood e Semi Ojeleye para os Clippers.

## Carreira na seleção

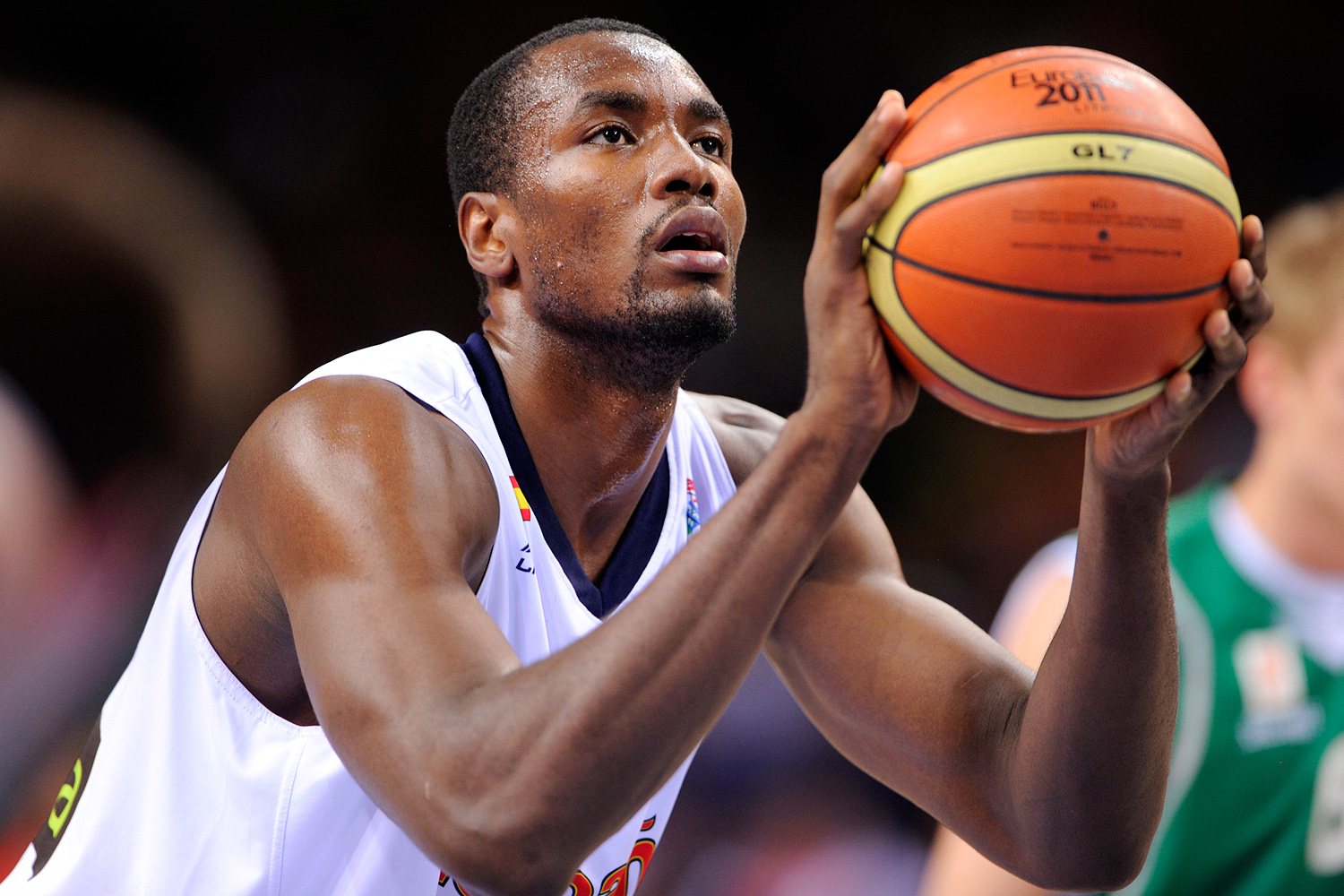
Ibaka em ação pela Seleção Espanhola.

Nas divisões de base, Ibaka representou a República do Congo. No ÁfricaBasket Sub-18 de 2006 em Durban, ele liderou todos os jogadores em pontuação e rebotes com uma média de 18,6 pontos e 13,8 rebotes.
No nível profissional, Ibaka expressou o desejo de jogar pela Seleção Espanhola. Depois de anos vivendo no país, ele foi finalmente concedido a cidadania espanhola em 15 de julho de 2011.
Ele participou da equipe que conquistou a medalha de ouro no Eurobasket de 2011, derrotando a França na final por 98-85. Ele também participou da equipe que ganhou uma medalha de prata nas Olimpíadas de 2012.

## Vida pessoal
Ibaka fala quatro idiomas: lingala, francês, inglês e espanhol.
Ibaka é um chef ávido. Em sua popular série do YouTube “How Hungry Are You”, Ibaka, que se refere a si mesmo como Mafuzzy Chef, serviu inúmeras iguarias para seus companheiros de equipe, incluindo pênis de carne para Kawhi Leonard e cérebro de cordeiro para os jogadores de banco dos Raptors.
Ibaka é conhecido por sua moda sofisticada. Em 2019, ele foi nomeado para a lista dos mais bem vestidos da Vanity Fair. Ele se refere a seus esforços de alfaiataria como “Arte”.
Ibaka tem uma filha, Ranie, que nasceu quando ele ainda era adolescente, pouco depois de deixar o Congo. Ranie foi criada por sua mãe e pelo pai de Ibaka; pai e filha não se conheceram até Ranie completar três anos e eles se conheceram pela primeira vez quando ela tinha cinco anos.
Em 3 de abril de 2017, Ibaka foi anunciado como o mais novo membro para o conselho de administração da Fundação NBPA. A Fundação NBPA é o braço de caridade da Associação Nacional de Jogadores de Basquete, o sindicato dos atuais jogadores profissionais de basquete da NBA. A Fundação oferece financiamento estratégico e apoio a iniciativas de envolvimento da comunidade de jogadores em todo o mundo.
Ibaka é parente do ator e apresentador de TV romeno, Cabral Ibacka.

### Relacionamentos
Ibaka esteve em relacionamentos com Angela Simmons (2017-2018), Keri Hilson (2012-2016) e Hedisa Visapa (2011).

## Estatísticas da carreira

### NBA

#### Temporada Regular
| Ano      | Equipe        | PJ  | PT  | MPJ  | AP   | 3P   | LL   | RT  | AS  | BR | TO   | PPJ  |
| -------- | ------------- | --- | --- | ---- | ---- | ---- | ---- | --- | --- | -- | ---- | ---- |
| 2009–10  | Oklahoma City | 73  | 0   | 18.1 | .543 | .500 | .630 | 5.4 | .1  | .3 | 1.3  | 6.3  |
| 2010–11  | Oklahoma City | 82  | 44  | 27.0 | .543 | .000 | .750 | 7.6 | .3  | .4 | 2.4  | 9.9  |
| 2011–12  | Oklahoma City | 66* | 66* | 27.2 | .535 | .333 | .661 | 7.5 | .4  | .5 | 3.7* | 9.1  |
| 2012–13  | Oklahoma City | 80  | 80  | 31.1 | .573 | .351 | .749 | 7.7 | .5  | .4 | 3.0* | 13.2 |
| 2013–14  | Oklahoma City | 81  | 81  | 32.9 | .536 | .389 | .784 | 8.8 | 1.0 | .5 | 2.7  | 15.1 |
| 2014–15  | Oklahoma City | 64  | 64  | 33.1 | .476 | .376 | .836 | 7.8 | .9  | .5 | 2.4  | 14.3 |
| 2015–16  | Oklahoma City | 78  | 78  | 32.1 | .479 | .326 | .752 | 6.8 | .8  | .5 | 1.9  | 12.6 |
| 2016–17  | Orlando       | 56  | 56  | 30.5 | .488 | .388 | .846 | 6.8 | 1.1 | .6 | 1.6  | 14.8 |
| 2016–17  | Toronto       | 23  | 23  | 31.0 | .459 | .398 | .882 | 6.8 | .7  | .3 | 1.4  | 15.1 |
| 2017–18  | Toronto       | 76  | 76  | 27.5 | .483 | .360 | .797 | 6.3 | .8  | .4 | 1.3  | 12.6 |
| 2018–19† | Toronto       | 74  | 51  | 27.2 | .529 | .290 | .763 | 8.1 | 1.3 | .4 | 1.4  | 15.0 |
| 2019–20  | Toronto       | 55  | 27  | 27.0 | .512 | .385 | .718 | 8.2 | 1.4 | .5 | .8   | 15.4 |
| 2020–21  | L.A. Clippers | 41  | 39  | 23.3 | .510 | .339 | .811 | 6.7 | 1.8 | .2 | 1.0  | 11.1 |
| 2021–22  | L.A. Clippers | 35  | 10  | 15.4 | .490 | .387 | .690 | 4.3 | 1.0 | .2 | .7   | 6.6  |
| 2021–22  | Milwaukee     | 19  | 2   | 17.8 | .519 | .351 | .800 | 5.3 | .7  | .2 | .4   | 7.0  |
| Carreira | Carreira      | 903 | 697 | 26.7 | .511 | .344 | .764 | 6.9 | .8  | .3 | 1.7  | 11.8 |

#### Playoffs
| Ano      | Equipe        | PJ  | PT  | MPJ  | AP   | 3P   | LL     | RT  | AS  | BR | TO   | PPJ  |
| -------- | ------------- | --- | --- | ---- | ---- | ---- | ------ | --- | --- | -- | ---- | ---- |
| 2010     | Oklahoma City | 6   | 0   | 25.5 | .571 | -    | .700   | 6.5 | .3  | .3 | 2.0  | 7.8  |
| 2011     | Oklahoma City | 17  | 17  | 28.8 | .462 | .000 | .825   | 7.3 | .2  | .2 | 3.1* | 9.8  |
| 2012     | Oklahoma City | 20  | 20  | 28.4 | .528 | .250 | .722   | 5.8 | .6  | .6 | 3.0  | 9.8  |
| 2013     | Oklahoma City | 11  | 11  | 33.3 | .437 | .444 | .792   | 8.4 | .7  | .0 | 3.0* | 12.8 |
| 2014     | Oklahoma City | 15  | 15  | 33.7 | .622 | .333 | .750   | 7.3 | .5  | .7 | 2.4  | 12.1 |
| 2016     | Oklahoma City | 18  | 18  | 33.4 | .521 | .449 | .750   | 6.3 | .6  | .8 | 1.3  | 12.0 |
| 2017     | Toronto       | 10  | 10  | 30.7 | .462 | .316 | .846   | 6.5 | 1.4 | .4 | 1.7  | 14.3 |
| 2018     | Toronto       | 10  | 9   | 26.0 | .417 | .375 | .818   | 5.9 | 1.1 | .1 | 1.3  | 8.7  |
| 2019†    | Toronto       | 24* | 0   | 20.8 | .477 | .237 | .762   | 6.0 | .9  | .5 | 1.0  | 9.4  |
| 2020     | Toronto       | 11  | 0   | 22.8 | .573 | .511 | 1.000* | 7.7 | 1.2 | .2 | 1.3  | 14.8 |
| 2021     | L.A. Clippers | 2   | 0   | 9.0  | .500 | .000 | 1.000  | 2.0 | 1.0 | .5 | 1.5  | 5.0  |
| Carreira | Carreira      | 144 | 100 | 26.5 | .506 | .291 | .815   | 6.3 | .7  | .3 | 1.9  | 10.5 |

### EuroLeague
| Ano     | Equipe      | PJ | PT | MPJ  | AP   | 3P   | LL   | RT  | AS | BR | TO  | PPJ |
| ------- | ----------- | -- | -- | ---- | ---- | ---- | ---- | --- | -- | -- | --- | --- |
| 2011–12 | Real Madrid | 6  | 0  | 14.9 | .571 | .000 | .818 | 4.7 | .0 | .5 | 2.0 | 5.5 |

Fonte:

## Prêmios e Homenagens
- Campeão da NBA: 2019
- NBA All-Defensive Team:
  - Primeiro time: 2011-12, 2012-13, 2013-14
- Seleção da Espanha:
  - Jogos Olímpicos:
    -  Medalha de Prata 2012

  - EuroBasket:
    - Medalha de Ouro 2011